# سیب پختنی

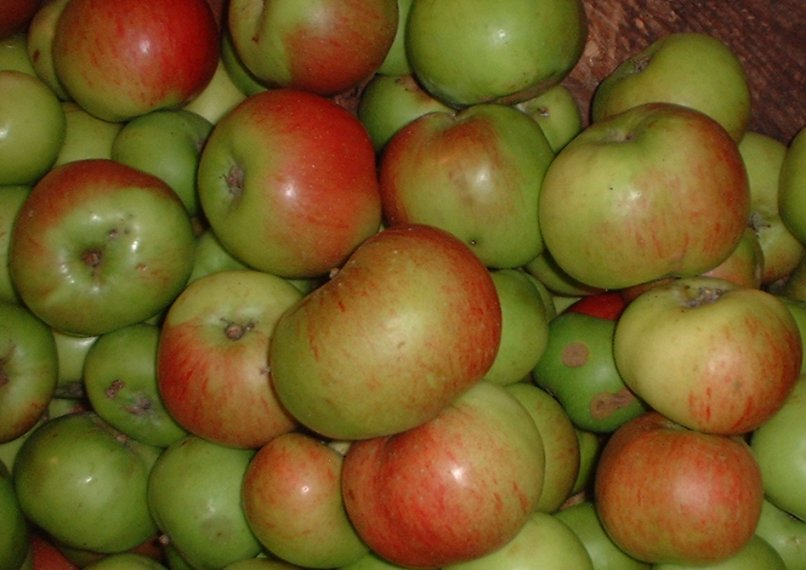
سیب براملی

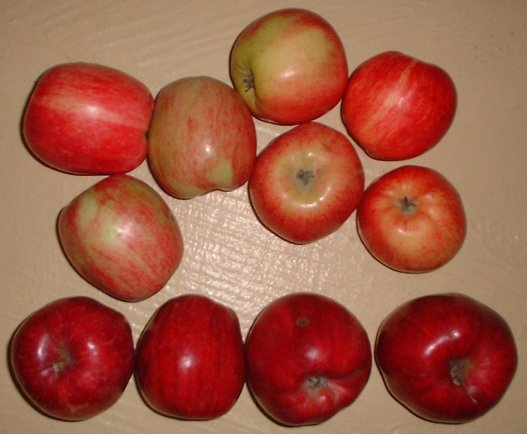
سیب قرمز گراون اشتاین

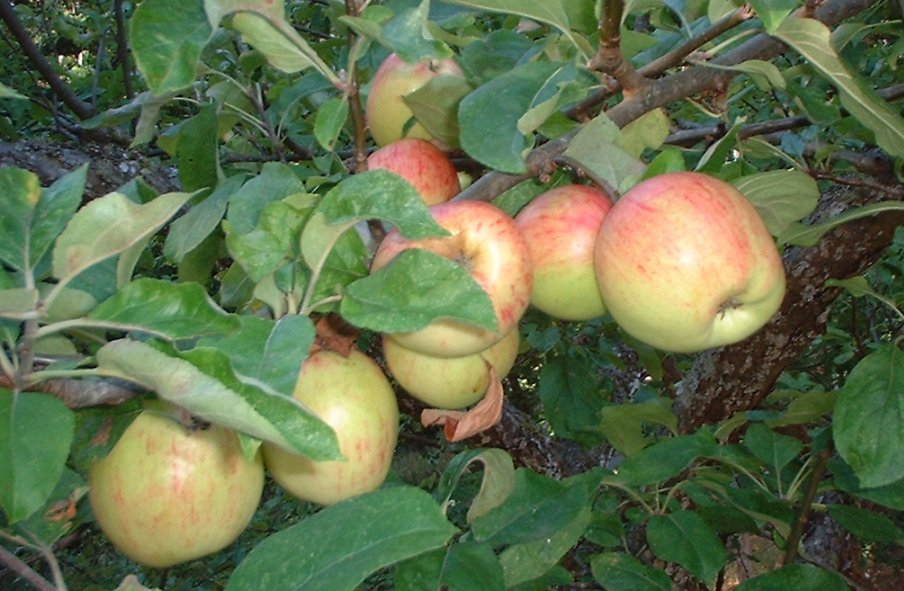
سیب زرد گراون اشتاین

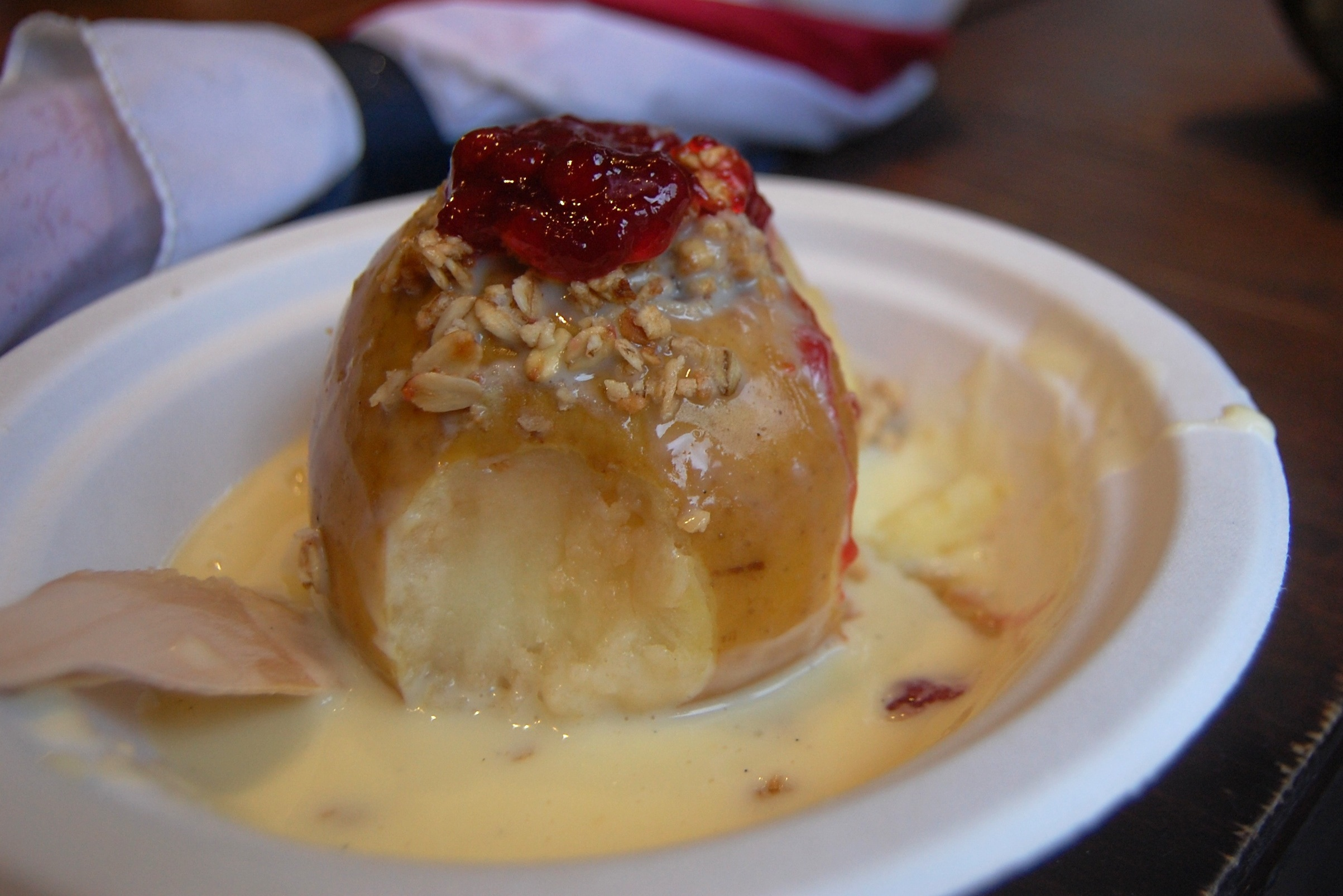
سیب پخته شده با سس وانیل

سیب پختنی (به انگلیسی: Cooking apple) سیبی است که نخست برای پختن استفاده می‌شود تا خام خوردن. سیب‌های پختنی بزرگتر هستند و می‌توانند از ارقامی که برای خام خوردن استفاده می‌شوند ترش تر باشند. بعضی از انواع آن گوشت سفتی دارند که هنگام پختن وا نمی‌رود. بریتانیایی‌ها طیف وسیعی از سیب‌های پختنی پرورش می‌دهند، اما این نوع سیب‌ها در سراسر جهان استفاده می‌شوند، اگرچه سیب به صورت خام خورده می‌شود برای پختن هم مورد استفاده قرار می‌گیرد. بیشتر سیب‌ها دو منظوره هستند.
از سیب می‌توان سس، کره سیب یا مربا درست کرد، در یک اجاق پخته و آن را با کاستارد سرو کرد. یا با آن پای سیب و کرامبل درست کرد. در بریتانیا سیب را معمولاً در آب جوش و خمیر کرده و به عنوان سس با گوشت سرخ شدهٔ خوک سرو می‌کنند. سیب براملی مشهورترین سیب مخصوص پختن در بریتانیا است.
سیب پخته سیبی است که در اجاق تا زمان نرم شدن پخته می‌شود. مغز سیب معمولاً برداشته شده و با میوه‌های دیگر، شکر قهوه‌ای، کشمش یا دارچین پر می‌شود.

## خام خوردن
اغلب عقیده بر این است که خام خوردن سیب‌های پختنی فرد را بیمار خواهد کرد. در واقع سیب‌های پختنی  بی ضرر بوده و فقط انواعی از سیب است که خصوصیت آن برای پختن خیلی مناسب است.این افسانه به سادگی به علت مزهٔ ترش و تند سیب‌های پختنی که به خوبی تحمل نمی‌شود ساخته شده است. 

## چند رقم از سیب‌های پختنی
- سیب نارنجی بلنهیم[۱]
- سیب براملی[۲]
- سیب بالدوین
- سیب کرب (در درجه نخست مخصوص ژله)
- سیب ادوارد چهارم[۳]
- سیب الستار
- سیب امپراتور
- سیب گراون اشتاین[۴]
- سیب جاناتان
- سیب سبز گرنی اسمیت
- سیب آیدارد
- سیب لودی
- سیب ملبا[۴]
- سیب جاسوس شمالی[۴]